# Rubus erythrocarpus
Rubus erythrocarpus är en rosväxtart som beskrevs av Tse Tsun Yu och L.T. Lu. Rubus erythrocarpus ingår i släktet rubusar, och familjen rosväxter. Utöver nominatformen finns också underarten R. e. weixiensis.